# Metropolia Popayán
Metropolia Popayán – metropolia rzymskokatolicka w Kolumbii utworzona 20 czerwca 1900.

## Diecezje wchodzące w skład metropolii
- Archidiecezja Popayán
  - Diecezja Ipiales
  - Diecezja Mocoa-Sibundoy
  - Diecezja Pasto
  - Diecezja Tumaco

## Biskupi
- Metropolita: abp Omar Alberto Sánchez Cubillos (od 2020) (Popayán)
- Sufragan: bp José Saúl Grisales Grisales (od 2018) (Ipiales)
- Sufragan: bp Luis Albeiro Maldonado Monsalve (od 2015) (Sibundoy)
- Sufragan: bp Juan Carlos Cárdenas Toro (od 2020) (Pasto)
- Sufragan: bp Orlando Olave Villanoba (od 2017) (Tumaco)

## Główne świątynie metropolii
- Bazylika archikatedralna Matki Boskiej Wniebowziętej w Popayán
- Katedra św. Piotra Męczennika w Ipiales
- Sanktuarium Matki Boskiej z Las Lajas w Ipiales
- Katedra św. Alfonsa Liguriego w Sibundoy
- Konkatedra św. Michała Archanioła w Mocoa
- Katedra św. Ezechiela Moreno w Pasto
- Katedra św. Andrzeja w Tumaco